# Krýa Vrýsi (ort i Grekland, Mellersta Makedonien)
Krýa Vrýsi är en ort i Grekland.   Den ligger i prefekturen Nomós Péllis och regionen Mellersta Makedonien, i den norra delen av landet, 300 km norr om huvudstaden Aten. Krýa Vrýsi ligger 6 meter över havet och antalet invånare är 6 839.
Terrängen runt Krýa Vrýsi är mycket platt. Runt Krýa Vrýsi är det ganska tätbefolkat, med 134 invånare per kvadratkilometer. Närmaste större samhälle är Giannitsá, 14,5 km nordost om Krýa Vrýsi. Trakten runt Krýa Vrýsi består till största delen av jordbruksmark.